# Síndrome de Stendhal

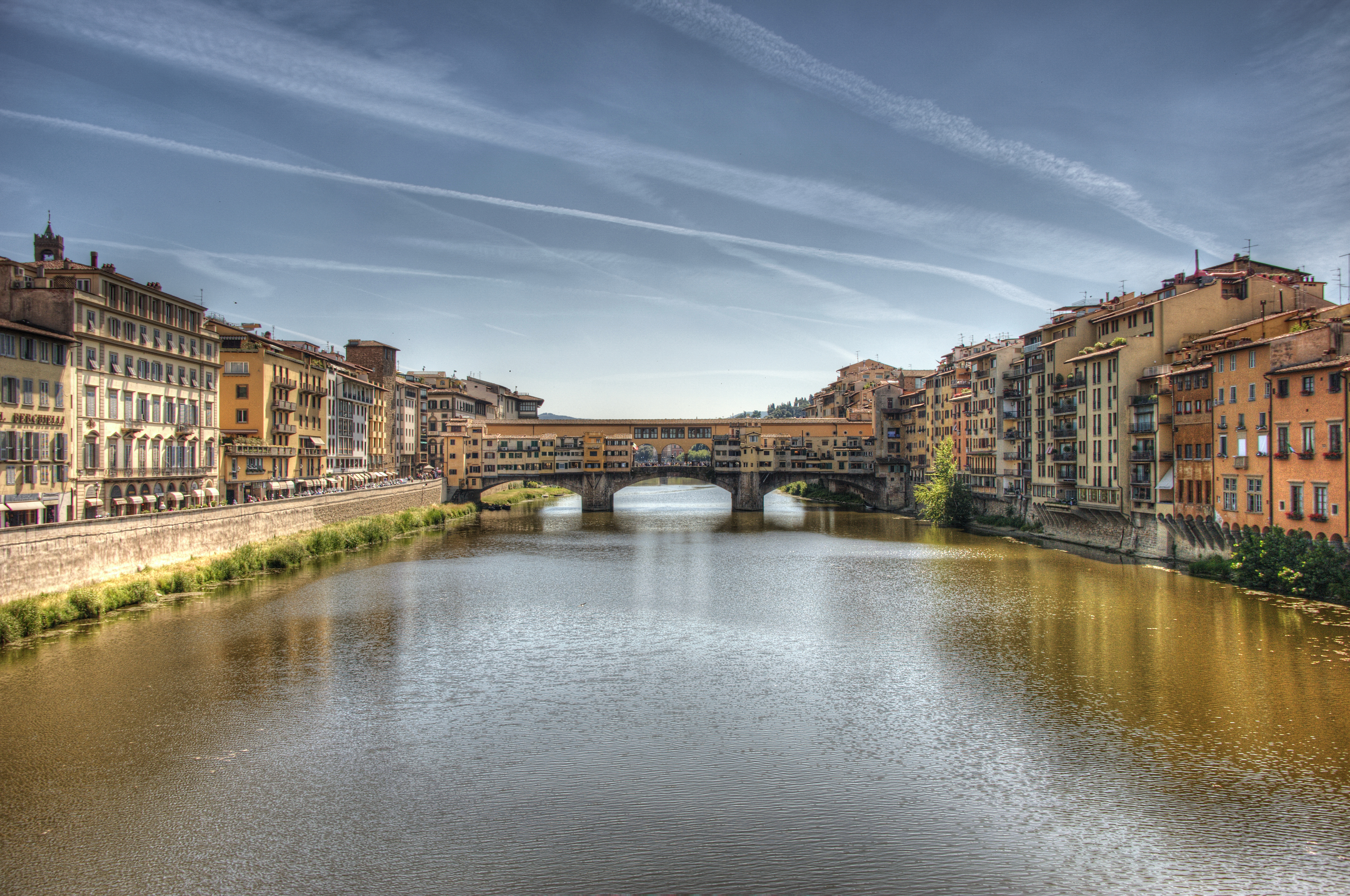
El río Arno, al fondo el Ponte Vecchio de Florencia, Italia.

El síndrome de Stendhal  o síndrome de Florencia, puede catalogarse como una enfermedad psicosomática que causa un elevado ritmo cardíaco, felicidad, palpitaciones, sentimientos incomparables y emoción cuando el individuo es expuesto a obras de arte, especialmente cuando estas son consideradas extremadamente bellas.
Más allá de su incidencia clínica como enfermedad psicosomática, el síndrome de Stendhal se ha convertido en un referente de la reacción romántica ante la acumulación de belleza y la exuberancia del goce artístico.[cita requerida]

Se denomina así por el famoso autor francés del siglo XIX, Stendhal (seudónimo de Henri-Marie Beyle), quien dio una primera descripción detallada del fenómeno que experimentó en 1817 en su visita a la basílica de la Santa Cruz en Florencia, Italia, y que publicó en su libro Rome, Naples et Florence explicando su reacción de mareo, taquicardias y sudores que le obligaron a irse y dejar de admirar el monumento para recuperarse.
Había llegado a ese punto de emoción en el que se encuentran las sensaciones celestes dadas por las Bellas Artes y los sentimientos apasionados. Saliendo de Santa Croce, me latía el corazón, la vida estaba agotada en mí, andaba con miedo a caerme.
Aunque ha habido muchos casos de gente que ha sufrido vértigos y desvanecimientos mientras visitaba el arte en Florencia, especialmente en la Galleria degli Uffizi desde el principio del siglo XIX en adelante, no fue descrito como un síndrome hasta 1979, por la psiquiatra italiana Graziella Magherini. Ella observó y describió más de cien casos similares entre turistas y visitantes en Florencia, la cuna del Renacimiento, y escribió acerca de él.

### Origen
La psiquiatra italiana da ese nombre al síndrome en honor al escritor francés debido a que este fue el primero en dejar constancia de los síntomas del mismo. En su obra Rome, Naples et Florence, Stendhal narra en tercera persona la historia de un caballero de Berlín que viaja por Italia, sin embargo, cuenta en la misma sus experiencias en los viajes por el país, convirtiéndola en una crítica y una obra casi biográfica. Cuando el caballero llega a Florencia y se halla delante de la Santa Croce, queda totalmente impresionado frente a las tumbas de hombres tan importantes a lo largo de la historia como Maquiavelo, Galileo o Miguel Ángel y sumado a la belleza de la basílica comienza a experimentar la sensación de agotamiento, mareo y taquicardias que le obligan a alejarse del lugar para poder tenerse en pie, siendo estos acontecimientos biográficos los primeros que redactan los síntomas del síndrome.

### Tipos de síndrome de Stendhal
Los efectos de esta afección son variados, podemos enumerar algunos, como por ejemplo fatiga, cansancio, taquicardias, elevación del ritmo cardíaco, sudoración, sensación de desorientación, ahogo y presión en el pecho, mareos y visión borrosa, emociones extremas de alegría o tristeza, delirios, alucinaciones, ansiedad y estrés descontrolado.
Basándose en un estudio de estadística que realizó Magherini entre los ochenta y los noventa, catalogó según los síntomas tres tipos de síndrome de Stendhal: el primero de ellos los afectados por trastornos de pensamiento, un 66 % de los viajeros sufrió alteraciones en la percepción de colores y sonidos además de aumento en los sentimientos de culpa y ansiedad; trastornos predominantes de afectos, angustias depresivas, sentimiento de inferioridad, precariedad o insuficiencia, superioridad, euforia y exaltación además de pérdida del criterio propio de la realidad según el 29 % de los encuestados y por último angustia y pánico, solo un 5 % de los pacientes sufrieron crisis de pánico o desvanecimiento, taquicardias, malestar epigástrico y dolor precordial síntomas de ansiedad.

### El Síndrome de Stendhal Científico
El Síndrome de Stendhal Científico es una respuesta psicosomática transitoria caracterizada por reacciones fisiológicas y emocionales intensas (taquicardia, vértigo, hiperventilación o llanto) desencadenadas por la exposición a conceptos, descubrimientos o representaciones científicas que desafían paradigmas cognitivos o evocan una percepción de sublime intelectual. Aunque no reconocido formalmente en manuales diagnósticos como el DSM-5, el término se emplea por analogía con el Síndrome de Stendhal clásico (asociado al arte), extrapolando su marco a contextos de asombro epistemológico.
Manifestaciones clínicas incluyen activación del sistema nervioso autónomo (aumento de cortisol en un 15-20% según estudios de Schurtz, 2014) y activación de la ínsula anterior (relacionada con la conciencia interoceptiva) y el córtex prefrontal dorsomedial (vinculado a la autorreflexión), detectada mediante fMRI. La liberación de dopamina en el núcleo accumbens (vía mesolímbica) sugiere un mecanismo de recompensa asociado a la resolución de disonancia cognitiva ante ideas revolucionarias.
Factores desencadenantes abarcan desde teorías de unificación (ej: ecuación de campo de Einstein) hasta visualizaciones de escalas cósmicas (ej: imágenes de Hubble), con prevalencia mayor en individuos con alta apertura a la experiencia (Big Five) y formación en disciplinas STEM. Estudios de Keltner (2023) proponen que este fenómeno emerge de la disonancia entre lo finito (individuo) y lo infinito (cosmos), activando respuestas evolutivas de "inmovilidad tónica" ante estímulos que exceden la capacidad de procesamiento adaptativo.
Implicaciones: A diferencia de la "elevación moral", carece de componente prosocial, centrándose en la confrontación entre lo conocido y lo inabarcable. Su estudio aporta claves sobre la interacción entre emoción y cognición en la construcción del conocimiento.
Caso de estudio: En 2017, un grupo de investigadores del MIT documentó que el 18% de los visitantes de planetarios experimentaban "emoción extrema" al ver representaciones del Big Bang o agujeros negros.